# Brditschka HB-23
Der Motorsegler Brditschka HB-23 Hobbyliner ist ein zweisitziges Flugzeug (Schulterdecker) mit starrem Dreibeinfahrwerk. Konstruiert wurde er vom österreichischen Hersteller HB-Flugtechnik, der zu seiner Serienproduktion eigens die HB-Aircraft AG gründete. Für Aufklärungsaufgaben wurde 1984 die HB-23 Scanliner mit verglaster Bugkanzel entwickelt, deren Prototyp am 22. Oktober erstmals flog und 1986 öffentlich präsentiert wurde.

## Beschreibung
Die HB-23 ist die neueste Version der Motorseglerfamilie von Heino Brditschka. Vorläufer waren die in den frühen 1970er Jahren entwickelten Muster HB-3 und HB-21. Diese waren wiederum Ableitungen der Motorkrähe IV des deutschen Entwicklers Fritz Raab. Allen Maschinen ist die Auslegung mit Motor hinter dem Cockpit und Druckpropeller gemein. Dies sorgt zusammen mit großzügig verglastem Cockpit mit zwei Sitzen nebeneinander für eine gute Rundumsicht. In der Version Scanliner ist (gegenüber der Normalversion Hobbyliner) sogar der Rumpfbug komplett verglast. Die HB-23 hat einen dreiteiligen Flügel mit Bremsklappen, der – wie auch Leitwerksträger und T-Leitwerk – aus Holz besteht. Der Rumpf ist eine Stahlrohrkonstruktion mit GFK-Verkleidung.

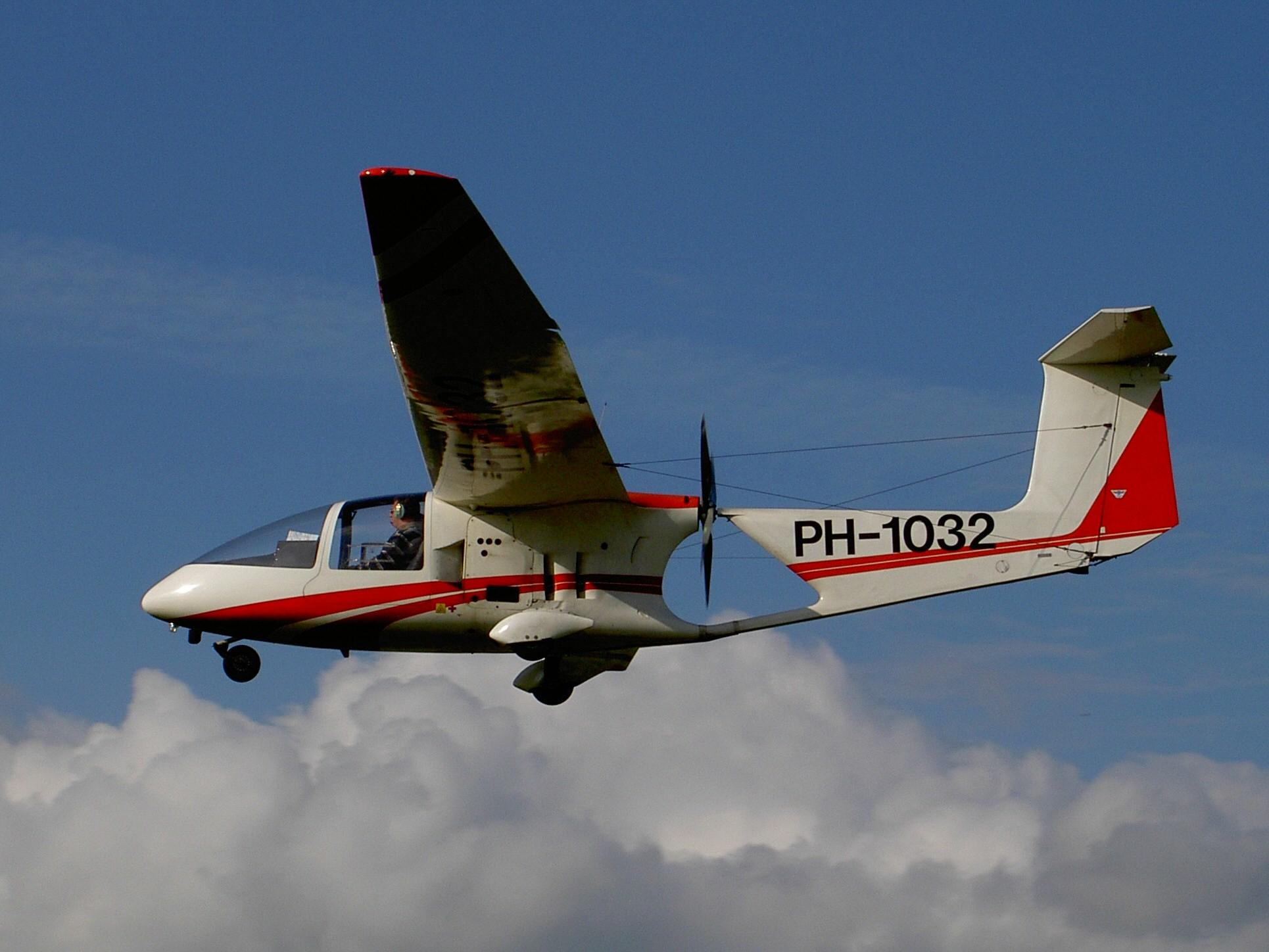
HB-23 im Flug

Das Flugzeug wird wegen seiner einfachen Handhabung, sehr guten Rundumsicht aus dem Cockpit und gutmütigen Flugeigenschaften besonders häufig als Vereins- und Schulflugzeug, aber auch als Schleppflugzeug für Segelflugzeuge bis 450 kg Gewicht eingesetzt.
Die Motorleistung der HB-23 beträgt 72 kW (98 PS) und ermöglicht der Maschine mit ihrem Druckpropeller Steigleistungen von mehr als 3 m/s. Das maximale Abfluggewicht beträgt 760 kg, das maximale Lastvielfache +5,3g/−3,1g.
Die HB-23 wird in der Regel nach Sichtflugregeln (VFR) betrieben, für IFR-Betrieb müssen die entsprechenden Instrumente eingebaut und die Zulassung durch die Luftfahrtbehörde erteilt werden. Insgesamt wurden zwischen 1985 und 1990 52 Stück gebaut.

## Technische Daten
| Kenngröße                  | Daten                                       |
| -------------------------- | ------------------------------------------- |
| Besatzung                  | 1                                           |
| Passagiere                 | 1                                           |
| Länge                      | 8,00 m                                      |
| Spannweite                 | 16,40 m                                     |
| Höhe                       | 2,45 m                                      |
| Flügelfläche               | 19,07 m²                                    |
| Flügelstreckung            | 14,04                                       |
| Flügelprofil (innen/außen) | Wortmann FX61-184/FX 60-126                 |
| Gleitzahl                  | 20 bei 100 km/h                             |
| Geringstes Sinken          | 1,32 m/s bei 95 km/h                        |
| Nutzlast                   | 190 kg                                      |
| Leermasse                  | 560 kg                                      |
| max. Startmasse            | 760 kg                                      |
| Reisegeschwindigkeit       | 89 kts (165 km/h)                           |
| Höchstgeschwindigkeit      | ca. 108 kt (200 km/h)                       |
| Mindestgeschwindigkeit     | 43 kts (80 km/h)                            |
| Dienstgipfelhöhe           | 5000 m                                      |
| Reichweite                 | 800 km                                      |
| Triebwerke                 | ein VW-HB 2400G, 72 kW/98 PS bei 4000 min−1 |
| Tankinhalt                 | 2×38 optional, 2×50 l in den Tragflächen    |